# 갯배
갯배는 대한민국 강원특별자치도 속초시의 중앙동과 아바이마을(청호동) 사이를 이어주는 작은 배이다. 사람이 직접 와이어를 끌어 당겨 이동하는 무동력 형태의 배이며 건너는 데에는 5분 정도 소요된다.

## 갯배의 유래
1930년대에 속초항이 개발되면서 외항(속초항)과 내항(청초호)가 폭92m의 수로로 연결되었다. 이로 인해 원래 육지로 맞닿아 있던 속진(중앙동)과 부월리2구(청호동)는 수로를 사이에 두고 분리되었으며 속초읍에서는 갯배 1척을 만들어 도선으로 운영을 시작했는데 배의 크기는 트럭 한 대와 우마차 한 두대를 같이 실을 수 있는 크기인 것으로 알려졌다.

## 연혁
- 1930년대 : 속초읍에서 최초의 갯배 운행
- 1950년대 : 한국전쟁으로 인해 소실
- 1950년대 : 한국전쟁 종료 후 운영 재개
- 1961년 : 갯배 1척 증선 (총 2대 운영)
- 1988년 : 청호동개발위원회(현 주민자치위원회)에서 위탁경영
- 1988년 : 35인승 FRP선으로 교체
- 2017년 : 32인승 FRP선으로 교체

## 갤러리

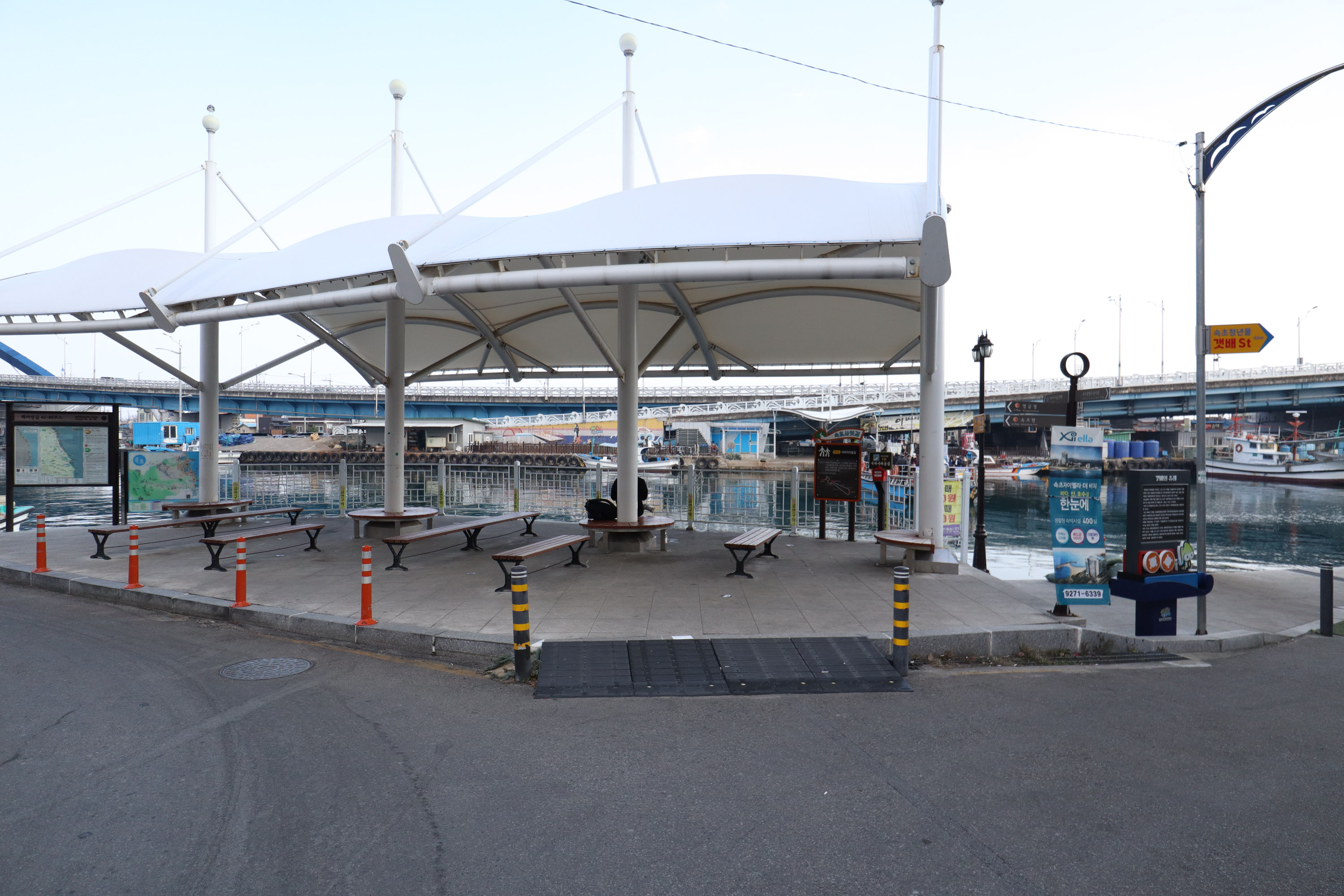
갯배선착장(중앙동)
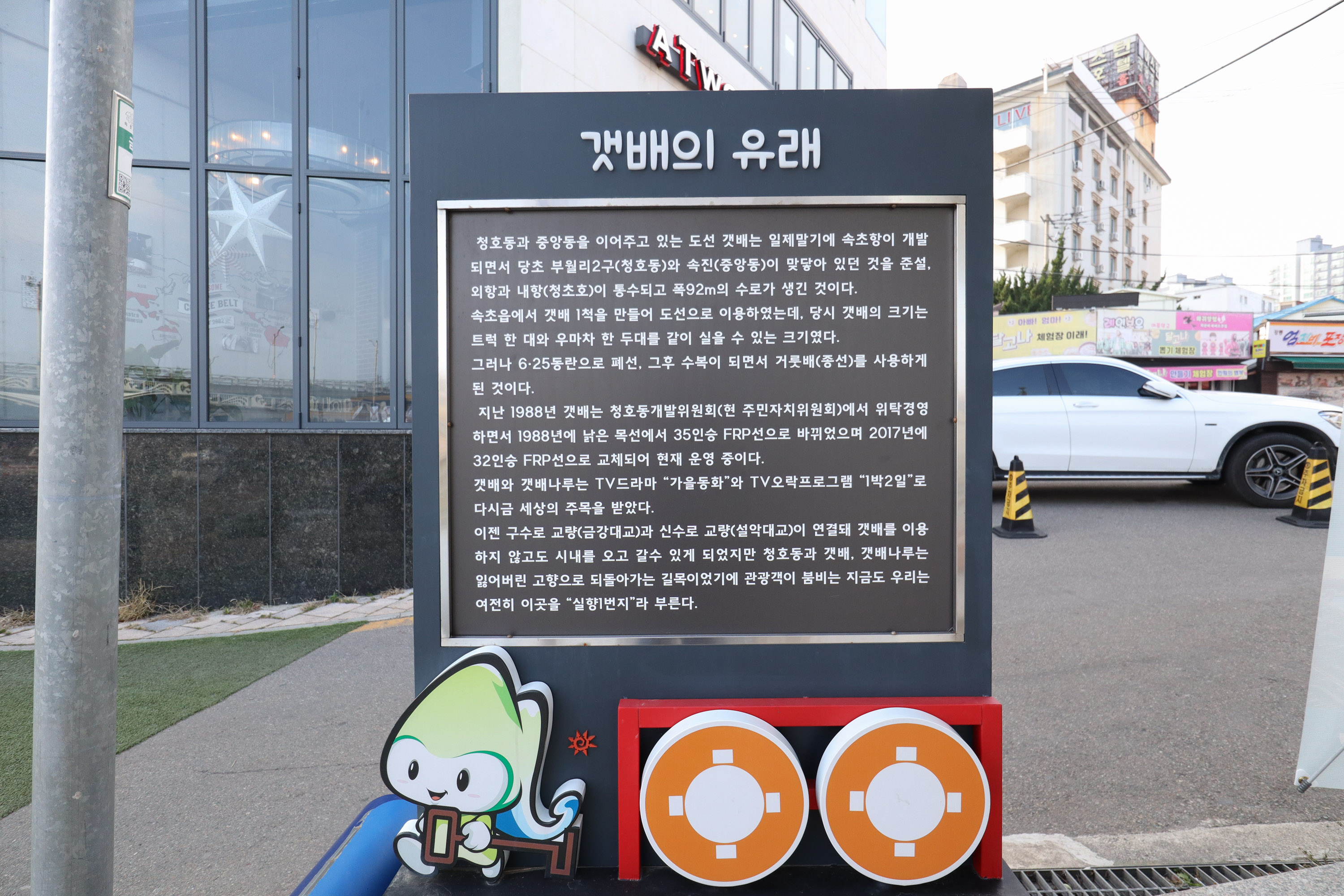
갯배의유래
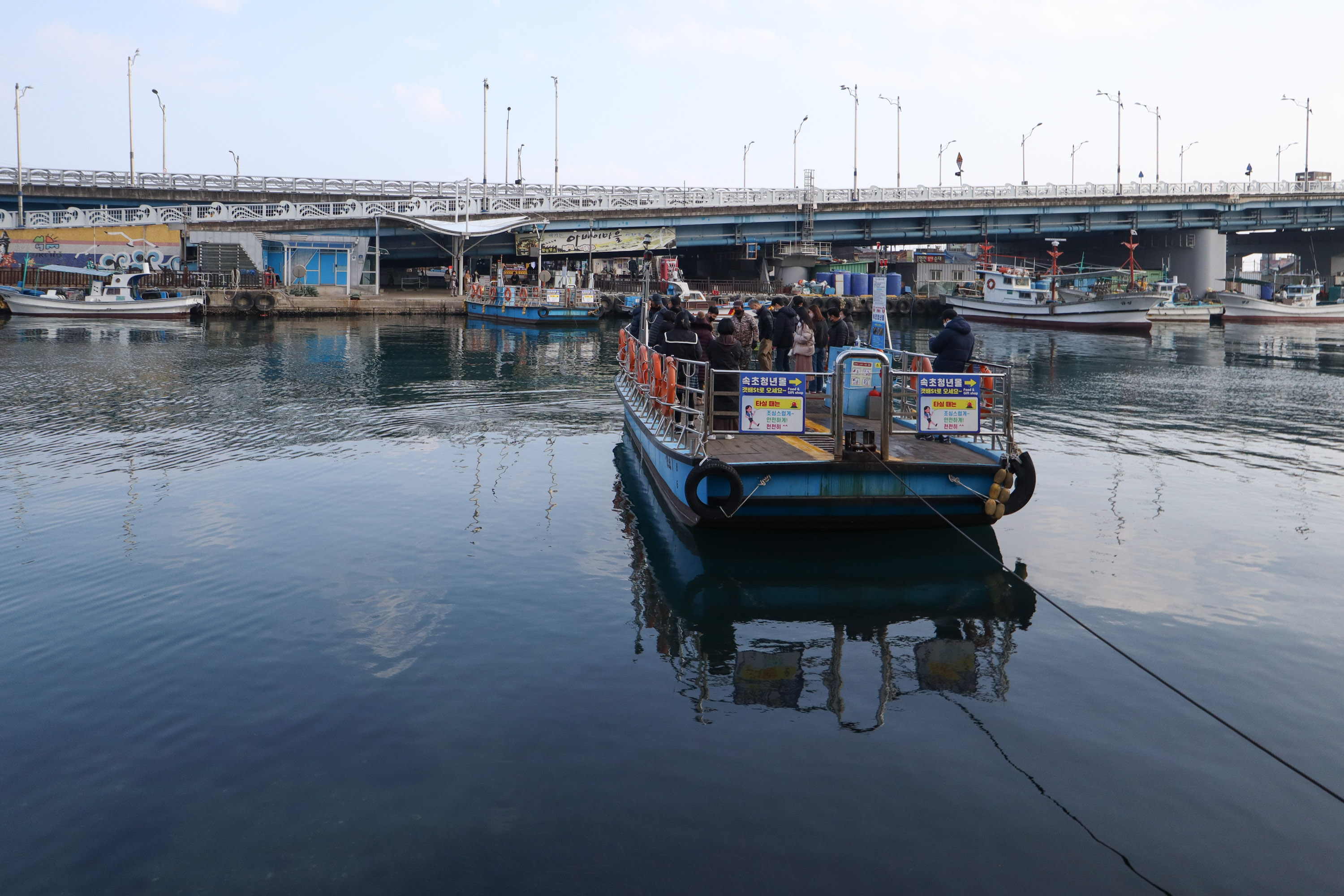
운행중인 갯배
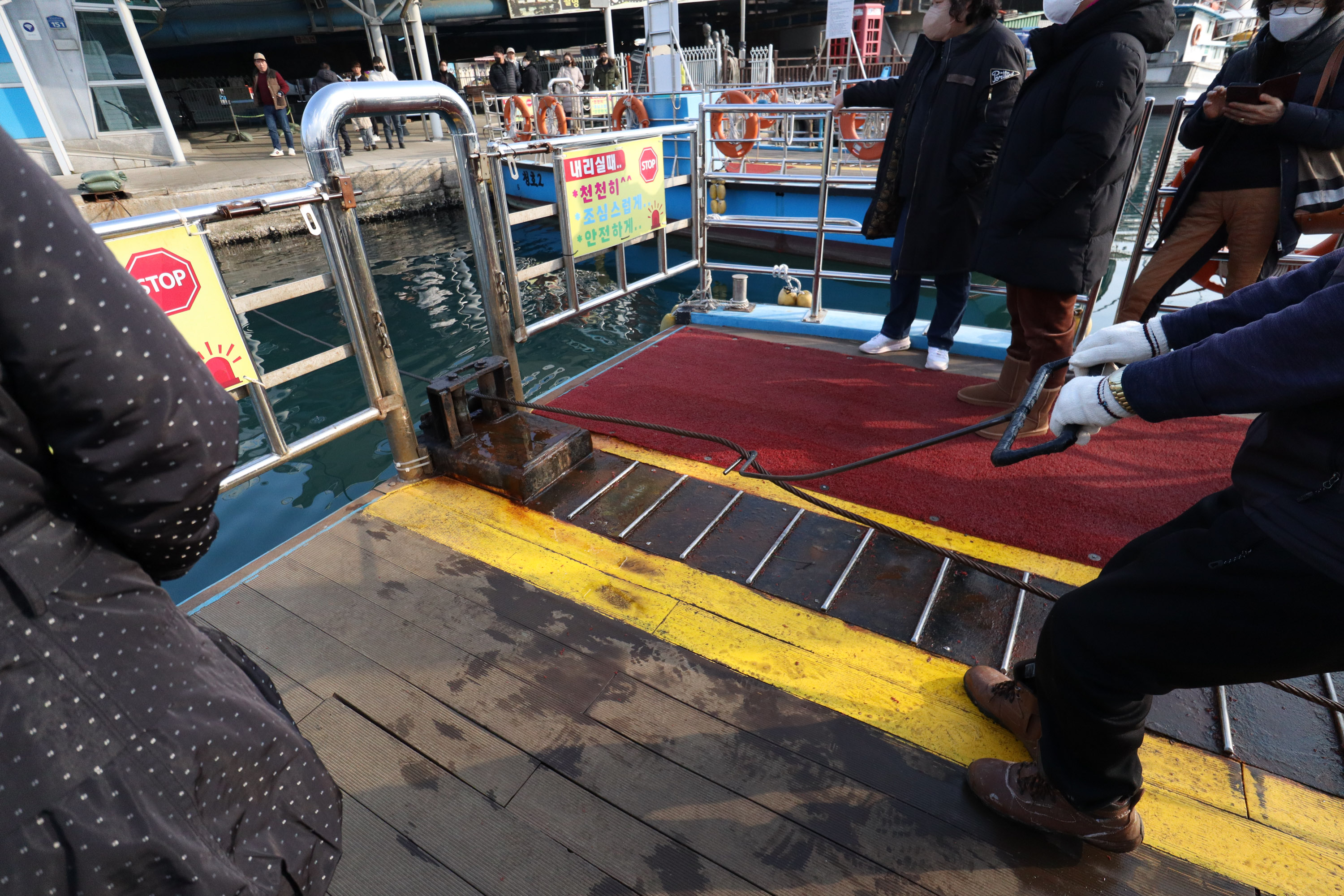
갯배를 끄는 모습
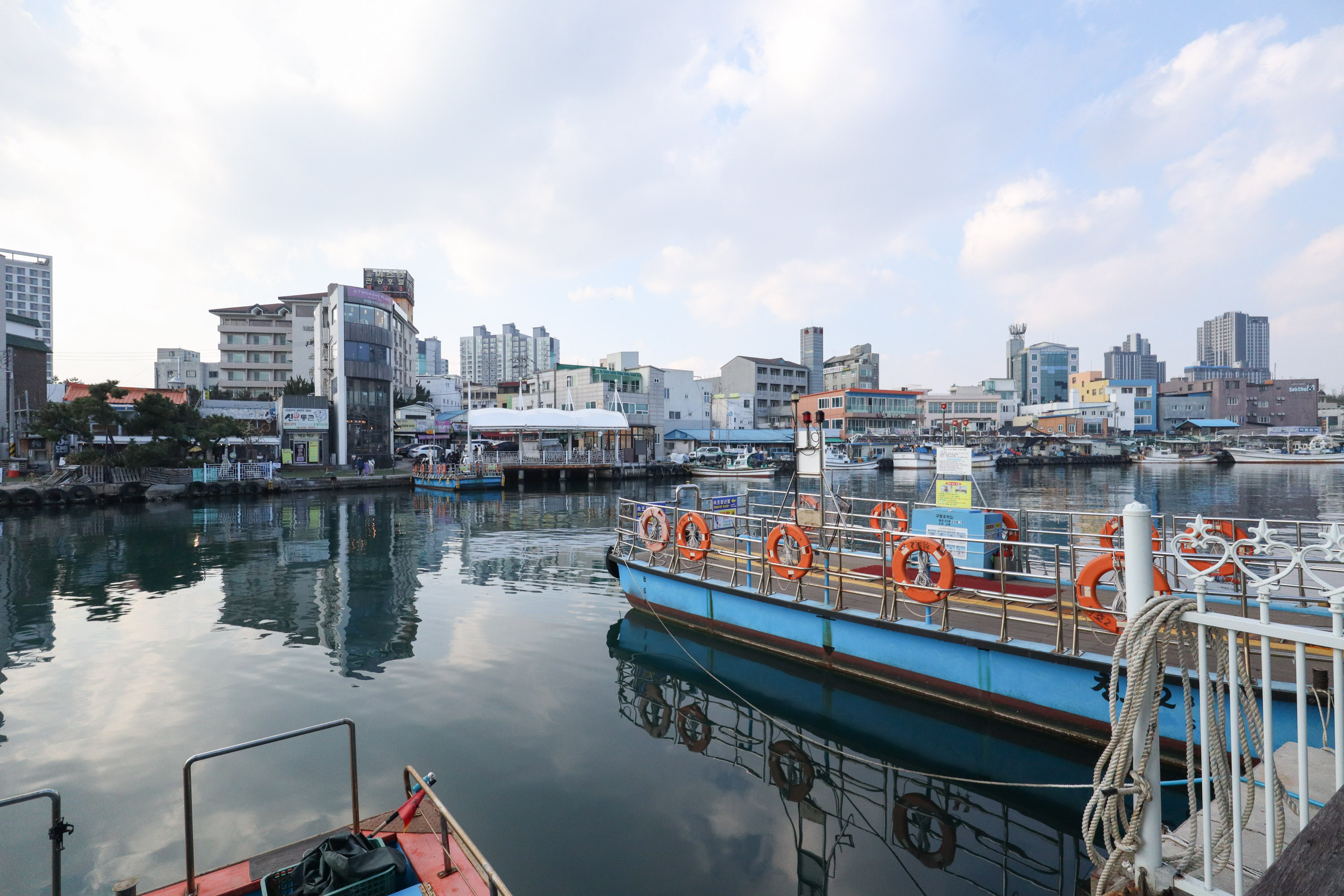
정박중인 갯배

## 같이 보기
- 아바이마을
- 청초호
- 속초항